# Левадити, Константин
Константин Левадити (19 июля 1874, Галац Румыния — 5 сентября 1953, Париж Франция) — румынский и французский бактериолог, вирусолог и химиотерапевт, ученик П.Эрлиха и И. И. Мечникова.

## Биография
Родился Константин Левадити 19 июля 1874 года в Галаце. Через некоторое время после рождения переехал в Бухарест, где пошёл в 1-й класс лицея. После окончания лицея, решил поступать в БухГУ, успешно поступил, выучился и окончил в 1900 году. Константин Левадити решает переехать в Париж, где успешно учится и получает второй диплом за успешное окончание медицинского факультета. Работал в Париже в лаборатории И.И.Мечникова и в институте Фурнье. На некоторое время решает переехать в Франкфурт-на-Майне, где устраивается работать в институт экспериментальной терапии, но затем возвращается в Париж.

### Открытие
В 1922 году Константин Левадети совместно с Штефан С. Николау обнаружил ультрафильтрацию вирусов и доказал, что иммунитет при вирусных заболеваниях отличается от антибактериального иммунитета.

### Смерть
Скончался Константи Левадити 5 сентября 1953 года в Париже.

## Научные работы
Основные научные работы посвящены экспериментальной медицине, бактериологии, иммунологии, химиотерапии и вирусологии.
- 1905 — Установил присутствие бледной спирохеты во внутренних органах детей с врождённым сифилисом.
- 1913 — Получил культуры вируса детского паралича в клетке вне организма.
- 1923−26 — Ввёл понятия тканевый иммунитет и клеточный иммунитет.
- Изучал возможность лечения сифилиса антибиотиками.
- Константин Левадети создал школу румынских микробиологов.
- Константин Левадити является пионером в области инфрамикробиологии, а также одним из основателей вирусологии во Франции.
- Показал невозможность иммунизации с помощью убитых вирусов.
- Совместно с В.Бабешем изучал чуму и другие болезни.

## Членство в обществах
- 1928 — Член Французской медицинской академии.
- 1933 — Основатель Противотуберкулёзной лиги во Франции.

## Награды и премии
- Золотая медаль Пауль Эрлих.